# Gastronomía cajún

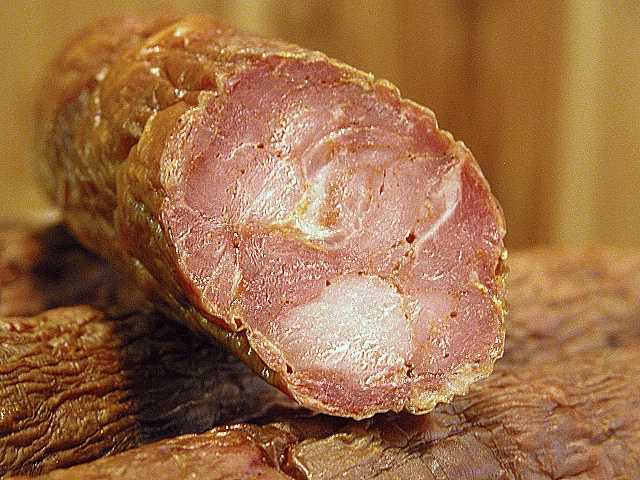
Embutido típico cajún: la andouille.

La gastronomía cajún corresponde a la cocina tradicional de los descendientes de desplazados expulsados de Acadia tras la incorporación de los territorios franceses en America del Norte a la Corona británica, que se encuentra en su mayoría en el Estado de Luisiana. Se ha considerado desde siempre como una cocina rústica, fuertemente fundamentada en los ingredientes locales y de preparación muy simple. Una auténtica comida cajún está formada por tres platos: el plato principal, otro fundamentalmente de arroz, pan de maíz u otro plato de cereal y el tercero contiene algún tipo de verdura.

## Ingredientes
Las verduras aromáticas como los pimientos, las cebollas y el apio están catalogados por algunos chefs como la santa trinidad de la cocina cajún. Los tres ingredientes se pican finamente y se combinan de forma similar a como se elabora un mirepoix en la cocina francesa tradicional, que suele emplear cebollas, apio y zanahoria. Los condimentos principales son el perejil, las hojas de laurel, las «cebollas cubiertas» o cebolla de primavera o cebolleta y la cayena seca. El aspecto que proporciona esta cocina es más procedente de la cocina mediterránea que de la norteamericana, por la fusión cultural conformando del pueblo cajún entre italianos, españoles y franceses, entre otros. Es muy frecuente emplear como método de cocina el étouffée.

## Platos
- Andouille
- Arroz sucio
- Boudin
- Étouffée
- Gumbo ragoût
- Jambalaya